# Mario Amaya
Mario Amaya (6. října 1933 – 29. června 1986) byl americký umělecký kritik. Po dokončení studií na Brooklyn College odešel do Anglie, kde působil jako editor časopisů. Rovněž byl autorem několika knih o umění. Dne 3. června 1968 jej a umělce Andyho Warhola feministická spisovatelka Valerie Solanasová postřelila. Amaya vyvázl jen s lehkým zraněním a z brzy byl z nemocnice propuštěn. Zemřel v Londýně ve věku 52 let.